# Evropska ljudska stranka
Evropska ljudska stranka (kratica: ELS; angleško: European People's Party, EPP; francosko: Parti populaire européen, PPE) je konzervativna in krščanska demokratična evropska politična stranka. Je mednarodna organizacija, sestavljena  iz nacionalnih političnih strank držav članic Evropske unije. Leta 1976 so jo ustanovile predvsem krščanske demokratične stranke, od takrat pa je razširila svoje članstvo, tako da vključuje liberalno-konzervativne stranke in stranke z drugimi desno-sredinskimi političnimi nazori. Članice iz Slovenije so SDS, SLS in NSi.

## Zgodovina
Evropska ljudska stranka je bila ustanovljena 8. julija 1976 v Luksemburgu na pobudo Jeana Seitlingerja, tedanjega belgijskega premierja in prvega predsednika ELS Lea Tindemansa ter Wilfrieda Martensa. Predhodniki stranke so bili sekretariat International des partis démocratiques d'inspiration chrétienne, ustanovljen leta 1925, Nouvelles Equipes Internationales, ustanovljen leta 1946 (ali 1948), in Evropska unija krščanskih demokratov, ustanovljena leta 1965.
Konec devetdesetih let je finski politik Sauli Niinistö izpogajal združitev Evropske demokratične unije (EDU), katere predsednik je bil, v Evropsko ljudsko stranko. Oktobra 2002 je EDU na posebnem dogodku v Estorilu na Portugalskem prenehal s svojim delovanjem. Kot priznanje njegovim prizadevanjem je bil Niinistö istega leta izvoljen za častnega predsednika ELS.

### Seznam predsednikov stranke
| #  | Slika | Ime                          | Mandat                          | Narodnost  |
| -- | ----- | ---------------------------- | ------------------------------- | ---------- |
| 1. |       | Leo Tindemans (1922–2014)    | 1976–1985                       | Belgija    |
| 2. |       | Piet Bukman (born 1934)      | 1985–1987                       | Nizozemska |
| 3. |       | Jacques Santer (1937)        | 1987–1990                       | Luksemburg |
| 4. |       | Wilfried Martens (1936–2013) | 1990–2013 [Umrl med mandatom]   | Belgija    |
| 5. |       | Joseph Daul (1947)           | 2013–2019                       | Francija   |
| 6. |       | Donald Tusk (1957)           | 21. november 2019–1. junij 2022 | Poljska    |
| 7. |       | Manfred Weber (1972)         | 1. junij 2022–                  | Nemčija    |

## Upravljanje
Evropska ljudska stranka deluje kot mednarodno neprofitno združenje po belgijski zakonodaji v skladu s svojimi podzakonskimi akti, statutom Evropske ljudske stranke (Statuts du Parti Populaire Européen), prvotno sprejetim 29. aprila 1976.

### Predsedstvo
Predsedstvo je izvršilni organ stranke. Odloča o splošnih političnih smernicah Evropske ljudkse stranke in vodi politično skupščino. Predsedstvo sestavljajo predsednik, deset podpredsednikov, častni predsedniki, generalni sekretar in blagajnik. Predsednik skupine ELS v Evropskem parlamentu, predsedniki Komisije, Parlamenta in Sveta ter visoki predstavnik (če so člani stranke članice ELS) so vsi po uradni dolžnosti podpredsedniki.

### Politična skupščina
Politična skupščina opredeljuje politična stališča Evropske ljudske stranke med kongresi in odloča o prošnjah za članstvo, političnih smernicah in proračunu. Politično skupščino sestavljajo imenovani delegati iz strank članic ELS, pridruženih strank, združenj članov in drugih povezanih skupin. Politična skupščina se sestane vsaj trikrat letno.

### Kongres
Kongres je najvišje odločevalsko telo Evropske ljudske stranke. Sestavljajo ga delegati iz strank članic, združenj ELS, poslancev skupine ELS, predsedstva ELS, nacionalnih voditeljev strank in vlad ter evropskih komisarjev, ki pripadajo stranki.
Po statutu ELS se mora Kongres sestajati enkrat na tri leta, vendar se običajno sestaja tudi v letih volitev v Evropski parlament (vsakih pet let), sklicani pa so bili tudi izredni kongresi. Kongres izvoli predsedstvo Evropske ljudske stranke vsaka tri leta, odloča o glavnih političnih dokumentih in volilnih programih ter ponuja platformo za strankine državne voditelje in voditelje strank članic ELS.

## Zastopanost v institucijah Evropske unije
| Organizacija                 | Institucija                                       | Zastopanost     |
| ---------------------------- | ------------------------------------------------- | --------------- |
| Evropska unija               | Evropski parlament                                | 182 / 720 (25%) |
| Evropska unija               | Evropska komisija                                 | 11 / 27 (41%)   |
| Evropska unija               | Evropski svet (Heads of Government)               | 11 / 27 (41%)   |
| Evropska unija               | Svet Evropske unije (Participation in Government) |                 |
| Evropska unija               | Evropski odbor regij                              | 118 / 329 (36%) |
| Svet Evrope (kot del EPP/CD) | Parlamentarna skupščina                           | 132 / 612 (22%) |

## Dejavnosti zunaj Evropske unije

### V tretjih državah
Preko svojih pridruženih in opazovalnih strank ima Evropska ljudska stranka štiri vodje držav ali vlad v državah, ki niso članice Evropske unije:
- Srbija: Aleksandar Vučić, predsednik Srbije
- Srbija: Miloš Vučević, predsednica vlade Srbije
- Moldavija: Maia Sandu, predsednica Moldavije

### V Svetu Evrope
Skupina Evropske ljudske stranke v Parlamentarni skupščini Sveta Evrope zagovarja svobodo izražanja in obveščanja ter svobodo gibanja idej in verske strpnosti. Spodbuja načelo subsidiarnosti in lokalne avtonomije ter obrambo narodnih, socialnih in drugih manjšin. Skupino EPP/CD vodi Aleksander Pociej, član poljske Civilne platforme.
Skupina EPP / CD vključuje tudi člane strank, ki niso povezane s samo ELS, vključno s člani Patriotske unije (Lihtenštajn), Napredne državljanske stranke (Lihtenštajn) ter Nacionalne in demokratične unije (Monako).

### V zvezi NATO
Evropska ljudska stranka je prisotna in aktivna tudi v parlamentarni skupščini Organizacije Severnoatlantske pogodbe (NATO) in tam tvori skupino "ELS in pridruženi člani". Vodi jo nemški politik CDU Karl Lamers, ki je tudi sedanji predsednik skupščine. V skupini so bili tudi člani Konservativne stranke Kanade in Republikanske stranke ZDA, zdaj pa so člani Konservativne skupine.

### Odnosi z Združenimi državami Amerike
ELS je v tesnih odnosih z Mednarodnim republiškim inštitutom (IRI), organizacijo, ki jo je ameriška vlada financirala posebej za spodbujanje demokracije in demokratizacije. Evropska ljudska stranka in IRI sodelujeta v okviru pobude za evropsko partnerstvo.
Pokojni predsednik ELS Wilfried Martens je na predsedniških volitvah leta 2008 Johna McCaina potrdil republikanskega kandidata za predsednika ZDA. McCain je bil tudi predsednik IRI. Martens in McCain sta leta 2011 v skupni izjavi za javnost izrazila zaskrbljenost nad stanjem demokracije v Ukrajini.

### Globalna omrežja
Evropska ljudska stranka je evropsko krilo dveh globalnih desnosredinskih organizacij, Mednarodne demokratične zveze (IDU) in Krščanske demokratične organizacije (CDI).

## Stranke članice iz Slovenije
| Stranka | Stranka                              | Predsednik | Predsednik    | Število evropskih poslancev | Število evropskih poslancev                              | Število sedežev v DZ RS |
| ------- | ------------------------------------ | ---------- | ------------- | --------------------------- | -------------------------------------------------------- | ----------------------- |
|         | Slovenska demokratska stranka        |            | Janez Janša   | 4 / 9                       | - Romana Tomc - Zala Tomašič - Milan Zver - Branko Grims | 27 / 90                 |
|         | Nova Slovenija - krščanski demokrati |            | Matej Tonin   | 1 / 9                       | - Matej Tonin                                            | 8 / 90                  |
|         | Slovenska ljudska stranka            |            | Marko Balažic | 0 / 9                       |                                                          | 0 / 90                  |

## Združenja stranke
ELS je povezana z več posebnimi združenji, ki se osredotočajo na določene skupine in organizirajo seminarje, forume, publikacije in druge dejavnosti.

### Mali in srednji podjetniki Evropa (MSP Evropa)
SME Europe (Small and Medium Entrepreneurs Europe) je uradna poslovna organizacija ELS in služi kot mreža za poslovneže in politične organizacije. Njen glavni cilj je oblikovanje politike EU na bolj prijazen način za MSP v tesnem sodelovanju s krogom MSP skupine ELS v Evropskem parlamentu, GD za podjetništvo in podjetniškimi organizacijami strank članic ELS. Njene glavne prednostne naloge so reforma pravnega okvira za MSP po vsej Evropi ter spodbujanje in podpiranje interesov malih in srednje velikih podjetij. SME Europe so maja 2012 ustanovili trije poslanci v Evropskem parlamentu Paul Rübig, Nadezhda Neynsky in Bendt Bendtsen.

### Evropski demokratski študenti
Evropski demokratski študenti (angleško: European Democrat Students, EDS) je uradna študentska organizacija Evropske ljudske stranke, čeprav je bila ustanovljena leta 1961, 15 let pred samo ELS. EDS, ki ga vodi Virgilio Falco, združuje 40 organizacij, ki zastopajo skoraj 1.600.000 študentov in mladih v 31 državah, vključno z Belorusijo in Gruzijo. EDS vsako leto gosti poletne in zimske "univerze" ter več seminarjev. Prav tako redno izdaja revijo Bullseye in organizira aktualne kampanje.

### Evropska unija starejših
Evropska unija starejših (angleško: Youth of the European People's Party; ESU), ki je bila v Madridu ustanovljena leta 1995 in jo vodi Ann Hermans iz CD&V, je največja politična organizacija starejših v Evropi. ESU je zastopana v 26 državah s 45 organizacijami in ima približno 500.000 članov.

### Evropska unija krščansko-demokratičnih delavcev
Evropska unija krščansko-demokratičnih delavcev (angleško: European Union of Christian Democratic Workers; EUCDW) je delovna organizacija ELS s 24 organizacijami v 18 različnih državah. EUCDW kot uradno priznano združenje delavcev ELS vodi evropski poslanec Elmar Brok. Cilj EUCDW je politično poenotenje demokratične Evrope, razvoj ELS na podlagi krščanskega socialnega učenja in obramba interesov delavcev pri oblikovanju evropske politike.

### Ženske Evropske ljudske stranke
Ženske Evropske ljudske stranke (EPP Women) je Evropska ljudska stranka priznala kot uradno združenje žensk iz vseh enako mislečih političnih strank v Evropi. EPP Women ima več kot 40 organizacij iz držav Evropske unije in zunaj nje. Vse so ženske organizacije političnih strank, ki so članice ELS. EPP Women vodi Doris Pack.

### Mladi Evropske ljudske stranke
Mladina Evropske ljudske stranke (angleško: Youth of the European People's Party; YEPP), ki jo vodi Lídia Pereira, je uradna mladinska organizacija Evropske ljudske stranke. Ima 64 organizacij, ki združujejo od enega do dva milijona mladih v 40 državah.